# Katharina af Grækenland
Prinsesse Katharina af Grækenland og Danmark (græsk: Πριγκίπισσα Αικατερίνη της Ελλάδας και της Δανίας) (født 4. maj 1913, død 2. oktober 2007) var en græsk prinsesse, der var datter af kong Konstantin 1. af Grækenland og Sophie af Preussen.

## Biografi

### Tidlige liv
Prinsesse Katharina af Grækenland og Danmark blev født den 4. maj 1913 på Kongeslottet i Grækenlands hovedstad Athen. Hun var det sjette barn og den tredje datter af den nytiltrådte kong Konstantin 1. af Grækenland og Sophie af Preussen.

### Ægteskab og børn
I 1947 giftede prinsesse Katharina sig med den britiske major Richard Brandram (1911–1994). Deres eneste barn var sønnen Paul Brandram født 1948.

## Eksterne links
- Wikimedia Commons har flere filer relateret til Katharina af Grækenland